# Il ragazzo dal kimono d'oro 3
Il ragazzo dal kimono d'oro 3 è un film per la televisione del 1992 prodotto e diretto da Fabrizio De Angelis, il terzo della serie iniziata con Il ragazzo dal kimono d'oro (1987). Sequel de Il ragazzo dal kimono d'oro 2 (1988), il film presenta però dei personaggi differenti e vede il ritorno nel cast del solo Christopher Alan in un altro ruolo. Il film fu trasmesso in prima serata su Italia 1 il 19 gennaio 1992, e fu seguito due settimane dopo da Il ragazzo dal kimono d'oro 4.

## Trama
Anthony Scott, il ragazzo dal kimono d'oro, ha lasciato la Florida per motivi di studio. Il suo amico Gregg ha tenuto il kimono con l'ordine di custodirlo finché non troverà qualcuno degno di indossarlo. Una banda di teppisti capitanata dal  cultore  di karate Joe Carson, spalleggiato dalla sua gang non esita a prendere di mira Gregg e il suo gruppo di amici, arrivando poi a rubare il famoso kimono d'oro. Nel frattempo in città arriva Larry Jones, ragazzo forte e altruista che diventa il nuovo amico di Gregg e prende le sue difese davanti a Joe Carson, il quale di conseguenza inizia a bullizzare anche Larry e gli lancia una sfida  : dovrà battersi con lui in un incontro di karate. Larry, che non sa niente di karate,  ma per fortuna Greg scopre che nel nuovo ristorante giapponese lavora  Akai Masura,  ex campione di karate che accetta di allenare Larry per la sfida. Dopo un'intensa preparazione, Larry si batte con Joe, che indossa il kimono d'oro rubato, e riesce a sconfiggerlo. Alla fine dell'incontro  viene tolto il kimono d'oro e dato a Larry.
Ora Larry è il nuovo ragazzo dal Kimono d'oro